# Enrico Canali
Enrico Canali (6 ottobre 1905 – ...) è stato un calciatore e allenatore di calcio italiano, di ruolo centrocampista.

## Carriera
Dopo aver militato nella Libertas Lucca, disputa 24 gare segnando un gol in Divisione Nazionale nella stagione 1928-1929 con la maglia del Prato.
Successivamente passa alla Pistoiese con cui disputa due campionati di Serie B per un totale di 56 presenze.
Terminata la carriera da calciatore, allena la Lucchese nel campionato di Serie C 1945-1946.